# Dove Cameron
Dove Olivia Cameron (Seattle, 15 de janeiro de 1996) é uma atriz e cantora norte-americana, que desempenhou um papel duplo como as personagens-título Liv e Maddie Rooney na série de comédia do Disney Channel Liv e Maddie, pelo qual ela ganhou o Prêmio Emmy do Daytime. Ela também interpretou Mal, a filha da Malévola, na série de filmes Descendentes.

## Biografia

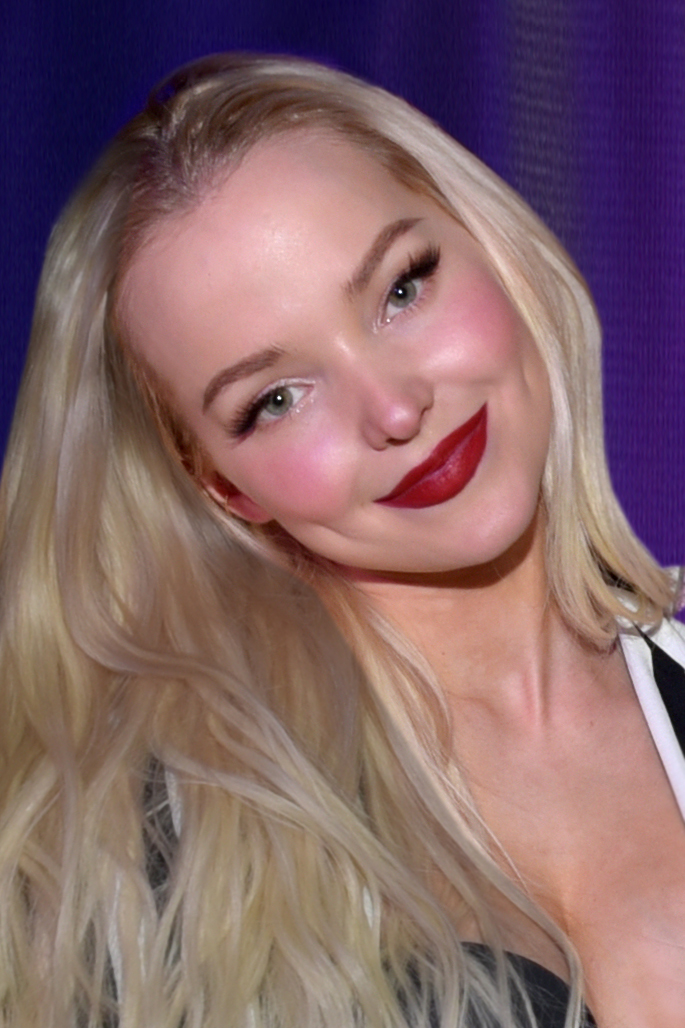
Dove Cameron em 2019

Dove Cameron, nascida como Chloe Celeste Hosterman cresceu em Seattle, Washington. Ela é filha de Philip Alan Hosterman (nascido em 22 de julho de 1944 e falecido em 18 de outubro de 2011) e Bonnie Wallace (nascida em 16 de abril de 1964), que mais tarde se divorciaram, aos seus 14 anos. Um ano mais tarde seu pai se suicidou e tempo depois descobriram que Philip era homossexual e não aceitava sua orientação sexual, que o levou a sofrer de depressão. Dove tem uma irmã mais velha, chamada Claire Hosterman.
Quando era pequena, frequentou a Sakai Intermediate School. Aos oito anos, começou a atuar no teatro da comunidade por meio da Bainbridge Performing Arts. Quando tinha 14 anos, sua família se mudou para Los Angeles, Califórnia, onde ela cantou no Campeonato Nacional de Espetáculos de Coros da Burbank High School.
Ela possui ascendência francesa e é fluente na língua, tendo crescido na França.
Seus pais também eram co-proprietários e projetavam para uma empresa de jóias na Índia juntos durante toda a sua infância, o que significa que ela passou a maioria dos verões na Índia, desde o nascimento até os seus 14 anos de idade.

## Carreira
Em 2012, Cameron foi escalada para a nova série original do Disney Channel intitulada Bits and Pieces como Alanna. Pouco depois de filmar o piloto, Bits and Pieces foi refeita e se transformou em Liv and Maddie, em que Cameron estrelou o papel duplo das personagens-título da série, Liv e Maddie Rooney. A prévia do programa foi ao ar em 19 de julho de 2013 e a estreia ocorreu em 15 de setembro de 2013. Em 13 de janeiro de 2014, Liv and Maddie foi renovada para uma segunda temporada de 13 episódios com estreia prevista no inverno de 2014, sendo mais tarde expandida para 24 episódios. Em 27 de agosto de 2013, Cameron lançou um cover de "On Top of the World" por Imagine Dragons como um single promocional. Seu cover alcançou a 17ª posição na Billboard Kid Digital Songs, permanecendo três semanas na parada, sendo até hoje um enorme sucesso. Em 13 de outubro de 2013, "Better In Stereo" foi lançado como um single através da Walt Disney Records. "Better In Stereo" estreou na Billboard Kid Digital Songs na 21ª posição antes de atingir a 1ª colocação, tornando-se o primeiro hit número um de Cameron.
Em fevereiro de 2014, Cameron confirmou que tinha começado a gravação do seu álbum de estúdio de estreia. O segundo single de Cameron, "Count Me In", foi lançado em 3 de junho de 2014. A canção alcançou a 1ª posição na parada Billboard Kids Digital Songs.
Em 2015, Cameron foi uma Co-Protagonista do filme Barely Lethal, lançado teatralmente pela A24 Films, em seguida protagonizou o filme de televisão Descendants, interpretando Mal, a filha da Malévola, feita por Kristin Chenoweth. Cameron e Ryan McCartan, seu namorado na época, criaram uma banda chamada "The Girl and the Dreamcatcher". Em 1 de outubro de 2015, eles lançaram o videoclipe da canção "Written in the Stars". Dove assinou com a gravadora Columbia Records após o fim da banda.
Em 2016, Cameron interpretou sua primeira antagonista no especial da NBC, Hairspray Live! onde fez Amber Von Tussle, na trama, filha da personagem feita por Kristin Chenoweth, foram mãe e filha mais uma vez.
também em 2016, após do término das gravações de sua série Liv e Maddie, Cameron gravou Descendants 2, voltando a protagonizar no papel de Mal estreando em 2017, a atriz voltou a dar vida à Mal em Descendentes 3 que foi lançado em 2019.
Em 2018 ela interpretou Cher Horowitz no musical da Brodway que foi inspirado em um grande sucesso dos anos 90, As Patricinhas de Berverly Hills. No mesmo ano ela interpretou uma personagem do filme Dumplin da Netflix, onde a mesma contracenou com Jennifer Aniston.
Em 2019, Cameron deu voz a personagem Ella na animação Angry Birds 2.
Em fevereiro de 2020, Cameron foi confirmada no elenco do filme Isaac, dirigido por Josh Webber. O filme tem previsão de estreia para para 2021.
Em março de 2021, foi confirmado que a atriz iria interpretar a personagem Lindinha na série live action das Meninas Super Poderosas produzido pela CW. Em abril, foi confirmada no elenco do filme da HBO Max e Warner Bros, In Field Notes on Love. O filme é uma adaptação do livro de 2019 do mesmo nome escrito pela Jennifer E. Smith. Dove irá interpretar a personagem Mae ao lado do ator Jordan Fisher.
Também emm 2021, a atriz deve interpretar a personagem Betsy na série de comédia e musical da Apple TV, Schmigadoon!. Ela também deve protagonizar o filme Vengeance dirigido por B.J Novak.

## Vida pessoal
Dove Cameron sofre de ansiedade e síncope vasovagal, síncope (ou desmaio) que está relacionada à ativação inapropriada do nervo vago, que faz parte do sistema nervoso parassimpático. Os episódios geralmente ocorrem quando a pessoa está exposta a um gatilho específico. No caso da atriz, lesões, estresse, sangue escorrendo ou mesmo ouvir a palavra "sangue". Antes de perder a consciência, os primeiros sintomas são: tonturas, náuseas, a sensação de estar extremamente quente ou frio (acompanhada de sudorese), zumbido nos ouvidos, sensação desconfortável no coração, pensamentos vagos, confusão, uma ligeira incapacidade de falar, fraqueza e distúrbios visuais (como luzes parecendo muito brilhante), visão em túnel, manchas na visão ou um sentimento de nervosismo. Os sintomas duram por alguns minutos antes da perda de consciência (se for perdida), o que normalmente acontece quando a pessoa está sentada ou em pé.
Ela afirmou que começou a sofrer bullying dos colegas de classe a partir da quinta série até o final do colegial, chegou até a ser trancada dentro de um armário da escola. Apesar disso, ela se manteve focada no seu sonho de ser bem sucedida na carreira de entretenimento: "Fiquei muito apaixonada em me tornar uma atriz e cantora", afirmou. Dove também é abertamente bissexual e se declara feminista.
O motivo de mudar seu nome foi esclarecido em uma entrevista, onde conta que seu pai se matou quando ela tinha 15 anos, e como não pode se despedir, mudou seu nome em homenagem a ele, que sempre a chamava de Dove.
Namorou o ator e cantor, Ryan McCartan de 6 de agosto de 2013 até 5 de outubro de 2016. O casal estava noivo desde abril de 2016. Ela comentou nas suas várias redes sociais e sempre agradeceu o apoio dos fãs naquela altura. Posteriormente começou a namorar o ator Thomas Doherty, que conheceu nas filmagens do filme Descendants 2, eles terminaram o relacionamento em outubro de 2020.
Em novembro de 2023, a Vanity Fair Itália informou que Cameron estava namorando o cantor italiano Damiano David.

## Filmografia

### Televisão
| Ano       | Título                                          | Personagem                     | Notas                                                                                   |
| --------- | ----------------------------------------------- | ------------------------------ | --------------------------------------------------------------------------------------- |
| 2012      | Shameless                                       | Holly Herkimer                 | "A Beautiful Mess" (2ª temporada, episódio 4) "Father's Day" (2ª temporada, episódio 5) |
| 2012      | The Mentalist                                   | Charlotte Anne Jane            | "Devil's Cherry" (5ª temporada, episódio 2)                                             |
| 2013      | Malibu Country                                  | Sienna                         | "Push Comes to Shove" (1ª temporada, episódio 8)                                        |
| 2013      | Bits and Pieces                                 | Alanna                         | Filme de televisão                                                                      |
| 2013      | Disney 365                                      | Ela mesma                      | documentário da série de TV                                                             |
| 2013–2017 | Liv and Maddie                                  | Liv Rooney / Maddie Rooney     | Protagonista                                                                            |
| 2015      | Austin & Ally                                   | Bobbie                         | "Duos & Deception" (4ª temporada, episódio 6)                                           |
| 2015      | Disney Monstober                                | Mascarado Estranho / Ela mesma | Episódio ''Behind The Mask''                                                            |
| 2015-2017 | Descendants: Wicked World                       | Mal                            | Voz                                                                                     |
| 2016      | Ultimate Spider-Man                             | Gwen Stacy/Spider-Gwen         | Voz                                                                                     |
| 2016      | Hairspray Live!                                 | Amber Von Tussie               | Especial NBC                                                                            |
| 2016–2017 | Liv and Maddie: Cali Style                      | Liv Rooney / Maddie Rooney     | Protagonista                                                                            |
| 2017      | The Lodge                                       | Jess                           | Participação                                                                            |
| 2017      | Project Runway                                  | Ela mesma                      | Participação Especial                                                                   |
| 2018      | Soy Luna                                        | Ela mesma                      | Participação Especial                                                                   |
| 2018      | Marvel's Agents of S.H.I.E.L.D.                 | Ruby                           | Recorrente (5ª temporada)                                                               |
| 2018      | Under the Sea: A Descendants Story              | Mal                            | Curta-Metragem                                                                          |
| 2018      | Angie Tribeca                                   | Graça                          | Episódio: "Glitch Perfect"                                                              |
| 2018      | Marvel Rising: Initiation                       | Aranha-fantasma                | Papel de voz; série de shorts na Disney XD                                              |
| 2018      | Women of Marvel                                 | Ela mesma                      | TV Mini-Series                                                                          |
| 2018      | The Hocus Pocus 25th Anniversary Halloween Bash | Ela mesma                      | documentário de TV                                                                      |
| 2019      | Marvel Rising especiais                         | Gwen Stacy/Spider-Gwen         | Voz; 3 especiais de televisão                                                           |
| 2019      | Wicked Woods: A Descendants Halloween Story     | Mal                            | Voz                                                                                     |
| 2020      | A Família Disney Singalong                      | Ela mesma                      | Especial de televisão                                                                   |
| 2020      | Pop5                                            | Ela mesma                      | 3 episódios                                                                             |
| 2021      | Descendentes: O Casamento Real                  | Mal                            | Animação Especial                                                                       |
| 2021      | Schmigadoon!                                    | Betsy                          | Papel principal                                                                         |
| 2022      | RuPaul's Drag Race                              | Ela Mesma                      | Jurada Convidada                                                                        |
| 2022      | Big Nate                                        | Ellen Wright                   | Voz; 3 especiais                                                                        |
| TBA       | Powerpuff                                       | Lindinha                       | Papel principal; produção cancelada                                                     |

### Filmes
| Ano  | Título                                          | Personagem             | Notas                                |
| ---- | ----------------------------------------------- | ---------------------- | ------------------------------------ |
| 2006 | Dr. Dolittle 3                                  | Khmer                  | Filme direto para vídeo              |
| 2014 | Cloud 9                                         | Kayla Morgan           | Telefilme do Disney Channel          |
| 2015 | Barely Lethal                                   | Liz Larson             | Filme direto para vídeo              |
| 2015 | Descendants                                     | Mal Bertha             | Telefilme do Disney Channel          |
| 2015 | R.L. Stine's Monsterville: The Cabinet of Souls | Beth                   | Filme direto para vídeo              |
| 2017 | Descendants 2                                   | Mal                    | Filme de televisão                   |
| 2018 | Marvel Rising: Secret Warriors                  | Gwen Stacy/Spider-Gwen | Voz Original; Direto para Home Video |
| 2018 | Dumplin'                                        | Bekah Cotter           |                                      |
| 2019 | Descendants 3                                   | Mal                    | Filme de televisão                   |
| 2019 | The Angry Birds Movie 2                         | Ella                   | Voz Original                         |
| 2022 | Issac                                           | Cassi                  |                                      |
| 2022 | Good Mourning with a U                          |                        | Pós produção                         |
| 2022 | Vengeance                                       | Jasmine                | Pós produção                         |
| TBA  | Field Notes On Love                             | Mae                    | Pré produção                         |

## Teatro
| Year      | Title                   | Role            | Notes                                       |
| --------- | ----------------------- | --------------- | ------------------------------------------- |
| 2007      | Les Misérables          | Young Cosette   | Bainbridge Performing Arts (BPA) production |
| 2008      | The Secret Garden       | Mary            | BPA production                              |
| 2017      | Mamma Mia!              | Sophie Sheridan | Hollywood Bowl                              |
| 2018–2019 | Clueless: The Musical   | Cher Horowitz   | Off-Broadway                                |
| 2019      | The Light in the Piazza | Clara Johnson   | Southbank Centre                            |

## Discografia

### Singles
| Ano  | Título                                                 | Álbum              |
| ---- | ------------------------------------------------------ | ------------------ |
| 2016 | "Genie in a Bottle"                                    | Single sem álbum   |
| 2017 | "My Destiny"                                           | Single sem álbum   |
| 2017 | "Key of Life''                                         | Single sem álbum   |
| 2017 | "White Christmas"                                      | Single sem álbum   |
| 2018 | "Stronger" (com China Anne McClain)                    | Single sem álbum   |
| 2019 | "Keep Your Head on Halloween" (com Cast - Descendants) | Single sem álbum   |
| 2019 | "Out of Touch"                                         | Single sem álbum   |
| 2019 | "So Good"                                              | Single sem álbum   |
| 2019 | "Blodshot"                                             | Bloodshot/Waste    |
| 2019 | "Waste"                                                | Bloodshot/Waste    |
| 2020 | ''Remember Me'' (com BIA)                              | Single sem álbum   |
| 2020 | "We Belong"                                            | Single sem álbum   |
| 2021 | "LazyBaby"                                             | Single sem álbum   |
| 2022 | "Boyfriend"                                            | Alchemical: Vol. 1 |
| 2022 | "Breakfast"                                            | Alchemical: Vol. 1 |
| 2022 | "Bad Idea"                                             | Single sem álbum   |
| 2022 | "Girl Like Me"                                         | Single sem álbum   |
| 2023 | "Lethal Woman"                                         | Alchemical: Vol. 1 |
| 2023 | "Sand"                                                 | Alchemical: Vol. 1 |

### Trilha Sonora
| Ano  | Título                                                                                          | Álbum                                    |
| ---- | ----------------------------------------------------------------------------------------------- | ---------------------------------------- |
| 2013 | "Better in Stereo"                                                                              | Disney Channel Play It Loud              |
| 2013 | "On Top of the World"                                                                           | Disney Channel Play It Loud              |
| 2014 | "Cloud 9" (com Luke Benward)                                                                    | Disney Channel Play It Loud              |
| 2014 | "Count Me In"                                                                                   | Liv and Maddie: Music from the TV Series |
| 2014 | "You, Me and the Beat"                                                                          | Liv and Maddie: Music from the TV Series |
| 2015 | "Rotten to the Core" (com Booboo Stewart, Sofia Carson e Cameron Boyce)                         | Descendants Soundtrack                   |
| 2015 | "What a Girl Is"                                                                                | Descendants Soundtrack                   |
| 2015 | "If Only"                                                                                       | Descendants Soundtrack                   |
| 2018 | "Born Ready"                                                                                    | Marvel Rising: Secret Warriors           |
| 2019 | "Good to Be Bad" (com Sofia Carson, Booboo Stewart, Cameron Boyce, Jadah Marie e Anna Cathcart) | Descendants 3 Soundtrack                 |
| 2019 | "My Once Upon a Time"                                                                           | Descendants 3 Soundtrack                 |

## Prêmios e indicações
| Ano  | Prêmio                 | Categoria                        | Trabalho                                                           | Resultado | Ref.   |
| ---- | ---------------------- | -------------------------------- | ------------------------------------------------------------------ | --------- | ------ |
| 2014 | Teen Choice Awards     | Estrela Feminina Revelação       | Liv and Maddie                                                     | Indicada  | [ 36 ] |
| 2015 | Teen Choice Awards     | Estrela Feminina Comediante      | Liv and Maddie                                                     | Indicada  | [ 37 ] |
| 2016 | Kids' Choice Awards    | Atriz de TV Favorita             | Liv and Maddie                                                     | Indicada  | [ 38 ] |
| 2016 | Teen Choice Awards     | Atriz de TV Favorita: Comediante | Liv and Maddie                                                     | Indicada  |        |
| 2017 | Kids' Choice Awards    | Estrela de TV favorita           | Liv and Maddie                                                     | Indicada  |        |
| 2017 | MTV Movie & TV Awards  | Melhor momento musical           | " Você não pode parar a batida " (com o elenco de Hairspray Live!) | Indicada  |        |
| 2018 | Daytime Emmy Awards    | Melhor Atriz em Série Infantil   | Liv e Maddie                                                       | Vencedora |        |
| 2020 | Kids' Choice Awards    | Atriz de filme favorita          | Descendentes 3                                                     | Vencedora |        |
| 2022 | Video Music Awards     | Artista Revelação                |                                                                    | Vencedora |        |
| 2022 | Europe Music Awards    | Melhor Novo Artista              |                                                                    | Indicado  |        |
| 2022 | American Music Awards  | Novo Artista do Ano              |                                                                    | Vencedora |        |
| 2022 | People's Choice Awards | Novo Artista do Ano              |                                                                    | Indicado  |        |
| 2023 | GoldDerby Awards       | Artista Revelação                |                                                                    | Vencedora |        |
| 2023 | Kids' Choice Awards    | Artista Revelação Favorita       |                                                                    | Vencedora |        |
| 2023 | Queerties Awards       | Hino Queer                       | "Boyfriend"                                                        | Vencedora |        |
| 2023 | BMI Awards             | Canções Mais Tocadas do Ano      | "Boyfriend"                                                        | Vencedora |        |
| 2023 | GLAAD Media Awards     | Melhor Artista Revelação         |                                                                    | Vencedora |        |